# Fluoruro de tionilo
El fluoruro de tionilo es un compuesto inorgánico con la fórmula SOF2. Es un gas incoloro, producto de la degradación de hexafluoruro de azufre, un aislante en equipos eléctricos. La molécula adopta una estructura piramidal, con simetría C2v. Las distancias de SO y SF son 1,42 y 1,58 A, respectivamente. El OSF y ángulos FSF son 106,2 y 92,2 °, respectivamente. El cloruro de tionilo y bromuro de tionilo tienen estructuras similares, aunque estos compuestos son líquidos a temperatura ambiente. También se conocen haluros mixtos, tales como SOClF.

## Síntesis y reacciones
El fluoruro de tionilo se puede sintetizar por la reacción de cloruro de tionilo con fuentes de fluoruro tales como trifluoruro de antimonio.
3 SOCl2 + 2SbF3 → 3SOF2 + 2SbCl3
Alternativamente, se puede emplar la fluoración de dióxido de azufre:
SO2 + 2PF5   →   SOF2 +  POF3
El fluoruro de tionilo surge como un compuesto intermedio de la descomposición de hexafluoruro de azufre como resultado de las descargas eléctricas que generan tetrafluoruro de azufre. SF 4 hidroliza para dar el fluoruro de tionilo, que a su vez se hidroliza adicionalmente como se describe a continuación.
Como era de esperar a partir del comportamiento de los otros haluros de tionilo, este compuesto se hidroliza fácilmente, dando el fluoruro de hidrógeno y dióxido de azufre:
SOF2 + H2O   →  2HF  +  SO2
En contraste con el cloruro y el bromuro de tionilo, el fluoruro de tionilo no es útil en la química de organofluorados. Un derivado, el tetrafluoruro de azufre, es sin embargo un reactivo útil.